# Anatolij Nikolaevič Aleksandrov
Anatólij Nikoláevič Aleksándrov (in russo Анато́лий Никола́евич Алекса́ндров?; Mosca, 25 maggio 1888 – 16 aprile 1982) è stato un compositore e pianista russo.

## Biografia
Aleksandrov era figlio di un professore dell'Università di Tomsk. Ha frequentato il Conservatorio di Mosca (che ha lasciato nel 1915), dove fu allievo di Nikolaj Žiljaev, Sergej Taneev e Sergej Vasilenko (teoria), Aleksandr Il'inskij (composizione) e Konstantin Igumnov (pianoforte). Le sue prime composizioni mostravano l'influenza di Nikolaj Medtner e Aleksandr Skrjabin. È stato nominato professore al Conservatorio di Mosca nel 1923.

## Opere
Le sue prime opere erano impregnate di elementi mistici, ma lui ha minimizzato questo fatto per meglio adattarsi al socialismo reale. Ha condotto una vita ritirata, ma ha ricevuto numerose onorificenze.

### Orchestra
- Sinfonia Nº 1 in do, Op. 92 (1965)
- Sinfonia Nº 2 in re bemolle, Op. 109 (1977/78)
- Concerto per pianoforte e orchestra, Op. 102 (1974)
- Overture su canzoni popolari russe, Op. 29 (1915, rev. 1930)
- Overture su due canzoni popolari russe, Op. 65 (1948)
- Stage e musica per film

### Lirica
- Due Mondi, opera (1916)
- I primi Quaranta, opera, Op. 41 (1933-35, incompiuta)
- Béla, opera, Op. 51 (1940-45)
- Die wilde Bara, opera, Op. 82 (1954-57)
- Lewscha, opera per bambini, Op. 103 (1975)
- numerosi brani per voce e pianoforte

### Musica da camera
- Quartetto per archi Nº 1 in sol, Op. 7(1914, rev. 1921)
- Quartetto per archi Nº 2 in do diesis minore, Op. 54 (1942)
- Quartetto per archi Nº 3, Op. 55 (1942)
- Quartetto per archi Nº 4 in do maggiore, Op. 80 (1953)
- Sonata per violoncetto in sol maggiore, Op. 112 (1981/82)

### Pianoforte
- Sonata Nº 1 in fa diesis minore, Op. 4. "Märchensonate" (1914)
- Sonata Nº 2 in re minore, Op. 12 (1918)
- Sonata Nº 3 in fa diesis minore, Op. 18 (1920, rev. 1956 e 1967)
- Sonata Nº 4 in do, Op. 19 (1922, rev. 1954)
- Sonata Nº 5 in sol diesis minore, Op. 22 (1923, rev. 1938)
- Sonata Nº 6 in sol, Op. 26 (1925)
- Sonata Nº 7 in re, Op. 42 (1932)
- Sonata Nº 8 in mi bemolle, Op. 50 (1939-44)
- Sonata Nº 9 in do minore, Op. 61 (1945)
- Sonata Nº 10 in fa, Op. 72 (1951)
- Sonata Nº 11 in do, Op. 81 "Sonate-Fantasie" (1955)
- Sonata Nº 12 in si minore, Op. 87 (1962)
- Sonata Nº 13 in fa diesis minore, Op. 90 "Märchensonate" (1964)
- Sonata Nº 14 in mi, Op. 97 (1971)
- Preludi, Opp. 1 e 10 (Gutheil)
- Piccola Suite Nº 1, Op. 33 (1929)
- Piccola Suite Nº 2, Op. 78 (1952)
- Piccola Suite Nº 3, Op. 101 (1973)
- Obsession passée, 4 Frammenti, Op. 6 (1911-17)
- Otto Pezzi su temi di canzoni popolari dell'USSR, Op. 46 (1937)
- Episodi Romantici, 10 pezzi, Op. 88 (1962)
- Memorie, 5 pezzi, Op. 110 (1979)
- Visioni, 2 pezzi, Op. 111 (1979, incompiuto)
- un gran numero di piccoli brani